# Interstate 165 (Alabama)
Pour les articles homonymes, voir Interstate 165.
L'Interstate 165 (I-165) est une autoroute de l'I-65 qui donne accès à Mobile, en Alabama. Elle parcourt environ 5,07 miles (8,16 km) entre Water Street et le centre-ville de Mobile jusqu'à l'I-65, au nord à Prichard. L'I-165 se termine à Water Street, laquelle se termine sur l'I-10 moins de deux miles (3,2 km) plus loin. L'autoroute est surélevée sur toute sa longueur.

## Description du tracé
L'I-165 débute à son terminus nord à un échangeur avec l'I-65 à Prichard. L'autoroute rencontre des voies locales avant de croiser la US 90 / US 98 Truck aux limites des villes de Mobile et de Prichard. Elle a un échangeur incomplet qui mène à Conception Street Road. Celle-ci n'est accessible que depuis les voies en direction nord. Finalement, l'autoroute atteint son terminus sud à l'intersection avec Beauregard Street. La US 90 / US 98 Truck se séparent de l'autoroute. L'échangeur inclut également une connexion vers Water Street qui mène à l'I-10.

## Liste des sorties
| Interstate 165                            |              |           |           |        |                                                                                    |                                                                                         |
| Comté                                     | Municipalité | mi        | km        | Sortie | Intersections / Destinations                                                       | Notes                                                                                   |
| Mobile                                    | Prichard     | 0,00      | 0,00      | 1A-B   | I-65 – Mobile, Montgomery                                                          | Terminus nord; indiqué sortie 1A (sud) et 1B (nord); sortie 9 de l'I-65                 |
| Mobile                                    | Prichard     | 0,90–2,10 | 1,40–3,40 | 1A     | Whistler Street                                                                    | Sortie direction sud, entrée direction nord                                             |
| Mobile                                    | Prichard     | 0,90–2,10 | 1,40–3,40 | 1B     | Price Avenue / Wilson Avenue / Dr. M. L. King Drive                                | Sortie direction sud, entrée direction nord                                             |
| Mobile                                    | Prichard     | 0,90–2,10 | 1,40–3,40 | 1C     | Wilson Avenue / Price Street / Whistler Street                                     | Sortie direction nord, entrée direction sud                                             |
| Mobile                                    | Prichard     | 2,52      | 4,06      | 2      | US 90 est / US 98 Truck est (Bay Bridge Road) vers I-10 / Dr. M. L. King Jr. Drive | Terminus nord du multiplex avec US 90 / US 98 Truck                                     |
| Mobile                                    | Mobile       | 5,00      | 8,00      | —      | Vers Conception Street Road                                                        | Sortie direction nord, entrée direction sud                                             |
| Mobile                                    | Mobile       | 5,07      | 8,16      | —      | US 90 ouest / US 98 Truck ouest (Beauregard Street) vers US 98                     | Terminus sud du multiplex avec US 90 / US 98 Truck; terminus sud; intersection à niveau |
| Mobile                                    | Mobile       |           |           |        | Water Street vers I-10                                                             | Continue au-delà de l'intersection                                                      |
| - Terminus de multiplex - Accès incomplet |              |           |           |        |                                                                                    |                                                                                         |